# Экономика Арубы
Экономика Арубы представляет собой открытую систему, в которой туризм в настоящее время обеспечивает наибольший процент дохода страны. Благодаря быстрому росту туризма за последние 80 лет, на Арубе также процветают смежные отрасли, такие как строительство. Другие основные отрасли промышленности включают переработку и хранение нефти, а также оффшорное банковское дело. Несмотря на то, что в прошлом году на острове выпало мало осадков, жители доказали, что почва Арубы полна питательных веществ, и многие культуры прекрасно себя чувствуют на ней. Многие местные жители стали активнее заниматься садоводством, пермакультурой и сельским хозяйством. Это положило начало внутренней экономике. Выращивание алоэ, животноводство и рыболовство также вносят свой вклад в экономику Арубы. Кроме того, страна экспортирует предметы искусства и коллекционирования, машины, электрооборудование и транспортное оборудование. Небольшая рабочая сила Арубы и низкий уровень безработицы привели к появлению большого количества незаполненных вакансий, несмотря на резкий рост заработной платы в последние годы.
Поскольку значительная часть экономики страны зависит от туризма, несколько политических партий стремятся увеличить объемы бизнеса в других секторах, чтобы защититься от возможных спадов в промышленности и предотвратить еще один экономический спад, подобный тому, что произошел в 2020 году. В настоящее время они сосредоточены на расширении производства конопли и пеньки, переходе к циркулярной экономике, создании внутренней экономики в первичном секторе, технологиях и финансах.

## История
В отличие от многих Карибских островов, на Арубе никогда не развивалась плантационная экономика из-за засушливого климата. Ранние испанские исследователи считали остров малоценным, отчасти потому, что бедная почва затрудняла выращивание сельскохозяйственных культур, а отчасти потому, что их попытки найти золото оказались пустыми. Однако вскоре после того, как Аруба перешла под контроль голландцев, они нашли золото, которое искали испанцы. 

### Золото
После того, как в 1800 году на Арубе было обнаружено золото, горнодобывающая промышленность стала главной отраслью острова. Экономика Арубы процветала. Однако к 1916 году запасы золота были в основном исчерпаны, что сделало невозможным получение прибыли компаниями. По мере того как золотодобывающая промышленность приходила в упадок, спадала и экономика.

### Алоэ
Впервые посаженное на Арубе в 1850 году, алоэ процветало в условиях пустыни. Благодаря здоровому спросу на продукцию из алоэ, оно стало важной частью экономики Арубы. Фактически, в течение многих лет страна была главным экспортером алоэ. Но с годами многие поля алоэ были заменены зданиями, что привело к сокращению его производства, и экспорт снизился.
Старейшая компания на острове, Aruba Aloe Products Company, недавно провела изменения в надежде стать ведущим производителем продукции на Арубе. Она построила новое, современное предприятие, музей алоэ и разработала новую упаковку. Хотя большая часть их продукции продается на национальном рынке, экспортная сделка 2005 года с американской компанией и продажи через их веб-сайт увеличили их международный рынок.

### Нефть
Несмотря на неудачи, вызванные нестабильным развитием золотодобывающей промышленности и производства алоэ, экономика Арубы страдала недолго. Благодаря своему расположению рядом с Венесуэлой, остров стал привлекательным местом для нефтеперерабатывающих заводов. Нефтеперерабатывающая и транспортная компания Lago Oil & Transport Co. Ltd., принадлежащая компании Standard Oil Company of New Jersey (ныне Exxon), открылась в 1929 году недалеко от перевалочного порта Синт-Николас. По их стопам вскоре открылся нефтеперерабатывающий завод Eagle Oil. В течение следующих нескольких десятилетий нефтяная промышленность стала главной экономической силой Арубы.

### Туризм
В 1947 году правительство Арубы основало туристический совет, чтобы изучить возможность развития туристической индустрии. Несколько лет спустя в Ораньестаде, столице Арубы, начали причаливать круизные суда. Первый роскошный отель на острове был построен в 1959 году, что дало хороший старт зарождающейся индустрии. С годами туризм развивался и помог создать процветающую экономику.
По мере того, как нефтяная промышленность ослабевала, возрастало значение туризма. Решение о развитии туристической отрасли было принято во время кризиса, связанного с закрытием нефтеперерабатывающего завода в 1985 году. Правительство предлагало налоговые льготы для стимулирования роста гостиниц и других предприятий, ориентированных на туристов. В том году страну посетило около 2000 туристов, в 1996 году их было уже 7103. Их усилия привели к устойчивому и быстрому росту туризма. Когда избыток этих рабочих мест не мог быть заполнен, они ввели годичный мораторий на строительство новых отелей и новых туристических корпораций. В настоящее время страну ежегодно посещают 1,5 млн туристов, 75 % из которых — из США, количество мест в гостиницах превышает в 5 раз уровень 1985 года, при этом строительство туристической инфраструктуры продолжается.
После терактов 11 сентября туризм временно сократился из-за приостановки полетов и опасений путешественников. Чтобы повысить безопасность и успокоить туристов, Аруба усилила охрану в туристических районах. Через некоторое время туризм резко возродился.
Еще одна потенциальная угроза для отрасли возникла в 2005 году, когда 30 мая исчезновение отдыхавшего подростка из Алабамы Натали Холлоуэй стало международной новостью. Заявив, что власти Арубы недостаточно серьезно отнеслись к этому делу, ее мать и губернатор Алабамы призвали к общенациональному бойкоту Арубы. Однако федеральное правительство США не поддержало предложенный бойкот. Репутация Арубы как одного из самых безопасных островов в Карибском бассейне, возможно, помогла ей преодолеть любое негативное клеймо, вызванное этим делом. Количество туристов в июне 2005 года выросло на 9% по сравнению с предыдущим годом.